# Elitedivisionen
Elitedivisionen (sedan säsongen 2019/2020 av sponsorskäl även kallad Gjensidige Kvindeligaen) är den högsta divisionen i fotboll för damer i Danmark. Den har funnits sedan 1973 (med nuvarande upplägg sedan 1994). Serien består 2023 av åtta lag. Vinnaren blir dansk mästare i fotboll medan de sämsta lagen kan åka ner i Kvinde 1. division.

## Mästare[1]
- 1973:  Ribe BK
- 1974:  Ribe BK
- 1975:  BK Femina
- 1976:  Ribe BK
- 1977:  BK Femina
- 1978:  Ribe BK
- 1979:  Ribe BK
- 1980:  BK Femina
- 1981:  B 1909
- 1982:  HEI Århus
- 1983:  B 1909
- 1984:  HEI Århus
- 1985:  B 1909
- 1986:  HEI Århus
- 1987:  HEI Århus
- 1988:  HEI Århus
- 1989:  HEI Århus
- 1990:  HEI Århus
- 1991:  HEI Århus
- 1992:  B 1909
- 1993:  B 1909
- 1994:  Fortuna Hjørring
- 1995:  Fortuna Hjørring
- 1996:  Fortuna Hjørring
- 1997:  HEI Århus
- 1998:  HEI Århus
- 1999:  Fortuna Hjørring
- 2000:  Odense BK
- 2001:  Odense BK
- 2002:  Fortuna Hjørring
- 2003:  Brøndby IF
- 2004:  Brøndby IF
- 2005:  Brøndby IF
- 2006:  Brøndby IF
- 2007:  Brøndby IF
- 2008:  Brøndby IF
- 2009:  Fortuna Hjørring
- 2010:  Fortuna Hjørring
- 2011:  Brøndby IF
- 2012:  Brøndby IF
- 2012/13: Brøndby IF
- 2013/14: Fortuna Hjørring
- 2014/15: Brøndby IF
- 2015/16: Fortuna Hjørring
- 2016/17: Brøndby IF
- 2017/18: Fortuna Hjørring
- 2018/19: Brøndby IF
- 2019/20: Fortuna Hjørring
- 2020/21: HB Køge
- 2021/22: HB Køge
- 2022/23: HB Køge
- 2023/24: FC Nordsjælland